# Витимский
Вити́мский — рабочий посёлок в Мамско-Чуйском районе Иркутской области Административный центр Витимского муниципального образования.
Расположен на правом берегу реки Витим, в 24 км к юго-востоку от рабочего посёлка Мама.

## История
Посёлок возник в связи с разработкой месторождения слюды-мусковита.
1928 год — основан рудник Малый Северный.
1942 год — организован рудник Северный путём слияния рудников Малый Северный, Большой Северный, Колотовка.
1 января 1950 года — рудник Северный переименован в рудник Витимский.
Статус посёлка городского типа с 1952 года.

## Население
| 1959 | 1970  | 1979  | 1989  | 2002 | 2009 | 2010 |
| ---- | ----- | ----- | ----- | ---- | ---- | ---- |
| 4875 | ↗6702 | ↘4841 | ↘4264 | ↘909 | ↘652 | ↘457 |
| 2011 | 2012  | 2013  | 2014  | 2015 | 2016 | 2017 |
| ↘444 | ↘407  | ↘374  | ↘325  | ↘300 | ↘273 | ↗300 |
| 2020 | 2021  |       |       |      |      |      |
| ↘260 | ↘245  |       |       |      |      |      |

## Топографические карты
- Лист карты O-49-XVIII. Масштаб: 1 : 200 000. Указать дату выпуска/состояния местности.